# Apteronotus cuchillejo
Apteronotus cuchillejo és una espècie de peix pertanyent a la família dels apteronòtids.

## Descripció
- Pot arribar a fer 18,9 cm de llargària màxima.
- 137-155 radis tous a l'aleta anal.[6][7]

## Alimentació
Menja principalment macroinvertebrats.

## Hàbitat
És un peix d'aigua dolça, bentopelàgic i de clima tropical, el qual viu als rierols.

## Distribució geogràfica
Es troba a Sud-amèrica: el riu Catatumbo (Colòmbia i Veneçuela) i la conca del llac Maracaibo (Veneçuela).

## Observacions
És inofensiu per als humans.